# El bosc
Pour plus de détails, voir Fiche technique et Distribution.
El bosc est un film fantastique espagnol d'Óscar Aibar, sorti en 2012.

## Synopsis
En 1936 en Aragon, Ramón (Brendemühl) et son épouse découvrent dans un bois une porte ouvrant vers une autre dimension. 

## Fiche technique
- Titre original : El bosc
- Titre français :
- Titre québécois  :

- Réalisation : Óscar Aibar
- Scénario : Albert Sánchez Piñol
- Direction artistique : Irene Montcada
- Décors :
- Costumes : María Gil et Sonia Segura
- Photographie : Mario Montero
- Son : Dani Fontrodona
- Montage :
- Musique : Javier Navarrete
- Production : Ramón Vidal
- Société(s) de production : Fausto Producciones Cinematográficas, TVE et TV3
- Société(s) de distribution :
- Budget :
- Pays d’origine :  Espagne
- Langue : Espagnol/catalan
- Format : Couleurs - 35mm - 2.35:1 - Son Dolby numérique
- Genre : Film fantastique
- Durée : 98 minutes
- Dates de sortie :
- Espagne : 12 octobre 2012 (Festival international du film de Catalogne); 14 décembre 2012 en salles.

## Distribution
- Tom Sizemore : Pickett[1]
- Àlex Brendemühl : Ramon
- Benjamin Nathan-Serio : le brigadiste Serio
- Pere Ponce : Coixo
- Maria Molins : Dora

## Distinctions

### Récompenses
- Maria Molins : Prix Gaudí de la meilleure actrice[2]

### Nominations
- 1 nomination